# Bế tinh

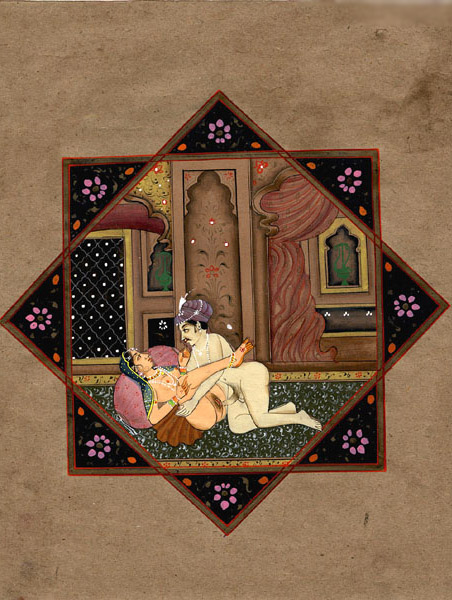
Kama Sutra

Bế tinh được hiểu là việc giữ tránh xuất tinh sớm để kéo dài thời gian quan hệ tình dục nhằm tạo sự hòa hợp, thăng hoa cảm xúc với bạn tình. Phương pháp này không ngăn lây truyền bệnh tình dục và không hiệu quả để tránh thai.
Trong tiếng Anh, coitus reservatus hoặc sexual continence chỉ một cách quan hệ tình dục trong đó người thâm nhập không xuất tinh bên trong người nhận mà giữ trạng thái kích thích ngay trước cực khoái và tránh xuất tinh càng lâu càng tốt. Từ karezza cũng có khái niệm tương tự. Từ này được nhiều người cho rằng là bắt nguồn từ tiếng Ý có nghĩa là sự mơn trớn, âu yếm tuy nhiên Alan W. Watts cho rằng nó là một từ tiếng Ba Tư. Alice Bunker Stockham đã nghĩ ra từ karezza và nó tương tự như từ maithuna trong Đát-đặc-la và sahaja trong Hindu Yoga.
Có sự khác biệt nhỏ giữa karezza và coitus reservatus. Thực tế, không giống như karezza, người phụ nữ có thể có được sự cực khoái kéo dài trong khi người đàn ông thể hiện sự tự kiểm soát. Tương tự, khi hai người nam quan hệ tình dục với nhau, người nhận được kích thích tuyến tiền liệt lâu hơn.